# Борба
Вижте пояснителната страница за други значения на Борба.
Борец пренасочва насам.  За други значения вижте Борец (пояснение).
Борбата  е вид индивидуален спорт.

## Описание
Представлява физическа схватка между 2 души, при която всеки от тях се опитва да вземе надмощие или да установи контрол над противника. Физическите техники, с които се характеризира борбата, са: вкопчване, захващане, заклещване и премятане. Основните методи имат отношение към военните техники за ръкопашен бой и самозащита, като се избягват тези техники, които могат да доведат до трайни наранявания. В света съществуват много стилове на борба, всеки от които има своя дълга история.
Борбата е сред най-древните спортове. При разкопки са намерени глинени съдове с изображения на схватки от борбата. Още древните хора са се борели, за да покажат могъщество и сила срещу противника си. В Османската империя пехливанските борби се ползват с изключителна популярност, пренесена днес и към съвременната спортна борба.
Всички главни състезания преминават под егидата на Международната федерация по борба (FILA). През февруари 2013 г. в международната федерация членуват 180 държави.

## Олимпийски игри
Борбата е олимпийски спорт в древните и в модерните олимпийски игри. За разлика от миналото, когато борбата продължава часове, сега е в 2 рунда с по 3 минути.
Тя е част от програмата на всички модерни олимпийски игри от първите олимпийски игри в Атина през 1896 г. до тези в Токио през 2021 г. с изключение на Игрите в Париж през 1900 г. През 2012 г. на Олимпиадата в Лондон участват 344 състезатели по борба, борещи се за 11 златни медала.

## Основни видове
Четирите основни форми на спортната борба според Международната федерация по борба са:
- класическа борба

Характеризира се със строги ограничения в използването на техники, като е позволено изпълнението на хватки единствено от пояса нагоре. Този стил забранява употребата на краката за атака или защита, което го отделя от свободната борба. Произходът на гръко-римската борба може да бъде проследен до античните олимпийски игри, където тя е била една от първите спортни дисциплини.
- свободна борба

Отличава се с позволеното използване на краката както за атака, така и за защита, позволявайки на състезателите да използват цялото си тяло за победа над противника. Този вид борба демонстрира изключителна физическа сила и ловкост, като намира широко приложение в образователните институции в САЩ.
- джудо

Създадено в Япония от Кано Джигоро в края на 19 век, джудото се фокусира върху хвърляния и залавяния, като целта е съперникът да бъде принуден да се предаде чрез болезнени или задушаващи хватки. Включено в олимпийската програма от 1964 г., джудото е признато за ефективен метод за физическо възпитание и самоотбрана.
- самбо

Развито в СССР в началото на 20 век като комбинация от джудо и разнообразни местни форми на борба, самбото включва елементи от множество бойни изкуства. Този стил е известен със своите болкови хватки и е особено ефективен за самоотбрана.

## Исторически и културни аспекти на борбата
Борбата като спорт е силно повлияна от културните и исторически традиции на различните народи. Пример за това е кечът в Турция, който съчетава спортни състезания с традиционни ритуали и е свързан с националните празненства. В Монголия, националният стил на борба е централен елемент на националния фестивал Наадам.

## Борбата в България
България се отличава с богата традиция в областта на борбата, като е дала световно признати борци като Станка Златева, Армен Назарян и Дан Колов. Тези атлети са донесли множество медали от олимпийски и световни първенства, подчертавайки високото ниво на развитие на този спорт в страната.